# Cal Niday
Calvin L. „Cal“ Niday (* 29. April 1914 in Turlock, Kalifornien; † 14. Februar 1988 in Lancaster, Kalifornien) war ein US-amerikanischer Autorennfahrer.

## Karriere
Niday begann seine Karriere bei Midget-Car-Rennen. Dass diese Fahrzeuge eine Handbremse hatten und keine Kupplung, kam ihm deshalb besonders entgegen, da er während seiner Zeit an der High School bei einem Motorradunfall seinen linken Unterschenkel verloren hatte. Dies hinderte ihn jedoch nicht daran, auch in anderen Rennwagenklassen an den Start zu gehen.
Dreimal war Niday beim 500-Meilen-Rennen von Indianapolis am Start, platzieren konnte er sich nicht. Beim Rennen 1955 verunglückte er schwer. An dritter Stelle liegend berührte er in Runde 170 den äußeren Begrenzungswall von Kurve 2 und wurde nach innen geschleudert. Mit zu seiner Rettung beigetragen haben dürfte der Umstand, dass er der erste Rennfahrer war, der in Indianapolis einen Vollvisierhelm trug. Als er nach mehreren Tagen aus dem Koma erwachte, beschloss er vom Rennsport zurückzutreten. Da dieses Rennen von 1950 bis 1960 auch zur Fahrerweltmeisterschaft zählte, weist die Statistik bei Niday drei Grand-Prix-Starts aus.
Niday starb im Februar 1988 bei einem Oldtimerrennen nach einem Unfall an einem Herzinfarkt.

## Statistik

### Indy-500-Ergebnisse
| Jahr | Startnr. | Start | Qual (km/h) | Ergebnis | Runden | Führung | Ausfall       |
| ---- | -------- | ----- | ----------- | -------- | ------ | ------- | ------------- |
| 1953 | 78       | DNQ   |             |          |        |         |               |
| 1953 | 99       | 30    | 218,996     | 30       | 30     | 0       | Magnetzündung |
| 1954 | 24       | 13    | 224,998     | 10       | 200    | 0       |               |
| 1955 | 22       | 9     | 225,771     | 16       | 170    | 0       | Unfall        |
| 1957 | 32       | DNQ   |             |          |        |         |               |

| Legende  | Legende            | Legende                                                          |
| Farbe    | Abkürzung          | Bedeutung                                                        |
| -------- | ------------------ | ---------------------------------------------------------------- |
| Gold     | –                  | Sieg                                                             |
| Silber   | –                  | 2. Platz                                                         |
| Bronze   | –                  | 3. Platz                                                         |
| Grün     | –                  | Platzierung in den Punkten                                       |
| Blau     | –                  | Klassifiziert außerhalb der Punkteränge                          |
| Violett  | DNF                | Rennen nicht beendet (did not finish)                            |
| Violett  | NC                 | nicht klassifiziert (not classified)                             |
| Rot      | DNQ                | nicht qualifiziert (did not qualify)                             |
| Rot      | DNPQ               | in Vorqualifikation gescheitert (did not pre-qualify)            |
| Schwarz  | DSQ                | disqualifiziert (disqualified)                                   |
| Weiß     | DNS                | nicht am Start (did not start)                                   |
| Weiß     | WD                 | zurückgezogen (withdrawn)                                        |
| Hellblau | PO                 | nur am Training teilgenommen (practiced only)                    |
| Hellblau | TD                 | Freitags-Testfahrer (test driver)                                |
| ohne     | DNP                | nicht am Training teilgenommen (did not practice)                |
| ohne     | INJ                | verletzt oder krank (injured)                                    |
| ohne     | EX                 | ausgeschlossen (excluded)                                        |
| ohne     | DNA                | nicht erschienen (did not arrive)                                |
| ohne     | C                  | Rennen abgesagt (cancelled)                                      |
| ohne     | keine WM-Teilnahme |                                                                  |
| sonstige | P/fett             | Pole-Position                                                    |
| sonstige | 1/2/3/4/5/6/7/8    | Punktplatzierung im Sprint-/Qualifikationsrennen                 |
| sonstige | SR/kursiv          | Schnellste Rennrunde                                             |
| sonstige | *                  | nicht im Ziel, aufgrund der zurückgelegten Distanz aber gewertet |
| sonstige | ()                 | Streichresultate                                                 |
| sonstige | unterstrichen      | Führender in der Gesamtwertung                                   |

### Sebring-Ergebnisse
| Jahr | Team              | Fahrzeug            | Teamkollege       | Platzierung | Ausfallgrund |
| ---- | ----------------- | ------------------- | ----------------- | ----------- | ------------ |
| 1955 | Porfirio Rubirosa | Ferrari 500 Mondial | Porfirio Rubirosa | Ausfall     | Unfall       |

### Einzelergebnisse in der Sportwagen-Weltmeisterschaft
| Saison | Team              | Rennwagen           | 1   | 2   | 3   | 4   | 5   | 6   |
| ------ | ----------------- | ------------------- | --- | --- | --- | --- | --- | --- |
| 1955   | Porfirio Rubirosa | Ferrari 500 Mondial | BUA | SEB | MIM | LEM | RTT | TAR |
| 1955   | Porfirio Rubirosa | Ferrari 500 Mondial | DNF |     |     |     |     |     |